# Gehen, ging, gegangen
Gehen, ging, gegangen ist ein Roman von Jenny Erpenbeck über die Flüchtlingskrise 2015, der 2015 auf der Shortlist zum Deutschen Buchpreis und 2018 in englischer Übersetzung auf der Longlist zum Man Booker International Prize (GB) stand.

## Inhalt
Richard, als Altsprachen-Professor kürzlich emeritiert, lebt allein. Seine Frau ist vor fünf Jahren gestorben, seine jüngere Geliebte hat ihn verlassen. Er kann gut von seiner Pension leben, bewohnt ein Haus in der Nähe von Berlin, das er nach der Wende gekauft hat. In dem See, an den das Grundstück grenzt, ist im Sommer jemand ertrunken.
Auf dem Alexanderplatz treten zehn männliche Flüchtlinge aus afrikanischen Ländern in einen Hungerstreik. Sie weigern sich, ihre Namen zu nennen. Durch einen Bericht in den Abendnachrichten wird Richard auf die Problematik aufmerksam und beginnt, sich über die Situation der Protestierenden zu informieren. Er erkennt, dass sie, ähnlich wie er, unter dem Arbeitsverbot leiden. Durch die Untätigkeit sind auch sie gezwungen, sich ausschließlich mit sich selbst und ihren oft sehr schmerzlichen Erinnerungen zu beschäftigen. Er beschließt, darüber eine Recherche zu machen, und beginnt, Gespräche mit ihnen zu führen. Er trifft sie zunächst auf dem Oranienplatz, wo sie über zwei Jahre hinweg ein Protestcamp errichtet hatten, um auf die Mängel der europäischen Asylpolitik aufmerksam zu machen. Im Zuge einer „Vereinbarung“ mit dem Berliner Senat werden sie bald darauf in verschiedenen Unterkünften (im Roman „Heim“ genannt) untergebracht, um wenige Monate später, nach „Prüfung der Einzelfälle“, wieder nach Italien, ihr Erstaufnahmeland, zurückgewiesen zu werden. Dort hatten sie aber bereits, bevor sie nach Deutschland kamen, vergeblich versucht, Arbeit zu finden.
Richard begleitet die Flüchtlinge mit seinen Recherchen ungefähr ein Jahr durch diese verschiedenen Phasen hindurch. In seinen Aufzeichnungen bezeichnet er anfangs einige der Männer mit Namen aus der griechischen und deutschen Mythologie („Apoll“, „Tristan“), die ihm durch seinen Beruf vertrauter klingen als deren afrikanische Namen, die anderen nennt er später bei ihren bürgerlichen Vornamen („Ali“, „Karon“, „Osarobo“, „Rashid“, „Rufu“). Richard wird im Zuge der Gespräche, die er mit den afrikanischen Männern führt, in deren Alltag verwickelt, begleitet sie zu Terminen bei Anwälten und zu Sprachkursen, übersetzt amtliche Schreiben für sie, beschafft ihnen kleine Jobs, erteilt ihnen selbst Deutschunterricht. Einem bringt er die Anfangsgründe des Klavierspiels bei, einen anderen lädt er zu Weihnachten zu sich nach Haus ein.
Während er so mehr und mehr über das Leben der afrikanischen Männer erfährt, informiert er sich parallel dazu durch Lektüre und Internetrecherche über geografische und politische Hintergründe und Fluchtursachen in deren westafrikanischen Herkunftsländern.
Schließlich wird er selbst politisch aktiv, so meldet er zum ersten Mal in seinem Leben eine Demonstration an, erlebt Räumungen und Konflikte der Flüchtlinge mit Behörden und mit der Berliner Polizei. Um der Familie eines Ghanaers das Überleben in Ghana zu ermöglichen, kauft er für 3000 Euro ein Grundstück in Ghana. Ein Einbruch in sein Haus wird für ihn und seine Freunde zum Anlass, über ihre eigenen Vorurteile, über Vertrauen und Privatbesitz grundlegende Überlegungen anzustellen.
Nachdem die meisten der Oranienplatz-Aktivisten, mit denen Richard in Kontakt ist, auf die Straße gesetzt wurden, nehmen er und seine Freunde in ihrem bürgerlichen Umfeld einige der Flüchtlinge bei sich zu Hause auf oder geben ihnen in Büros und Ladenlokalen zumindest einen Schlafplatz.
Am Ende des Romans, als Richard die Afrikaner zu seiner Geburtstagsparty in den Garten einlädt, kommt zum ersten Mal die ihnen allen gemeinsame Einsamkeit zur Sprache. Während die jungen Männer sich an die Zeit in ihrem Leben erinnern, als sie noch in einen Familienalltag und liebevolle Beziehungen eingebunden waren, erzählt der verwitwete Richard in aller Offenheit von Fehlern, die er während seiner Ehe gemacht hat. „Damals (…) ist mir klargeworden, dass das, was ich aushalte, nur die Oberfläche von all dem ist, was ich nicht aushalte.“ Die geflüchteten Männer verstehen ihn – denn so ging es ihnen auch bei der Überfahrt von Libyen nach Europa: Auf leichten Booten haben sie sich gerettet, die Angst vor dem tiefen, unergründlichen Meer aber blieb die ganze Zeit über gegenwärtig.

## Übersicht und Inhalt der Kapitel
| 1 (8)           | August Richards Zuhause | Richard, Professor & Autor im Ruhestand                                        | Richard ist gerade in den Ruhestand getreten und weiß nicht, was er mit seiner freien Zeit anfangen soll. Ihn beschäftigt ein Mann, der im Juni in dem See vor seinem Haus ertrunken ist und noch nicht gefunden wurde. |
| 2 (15)          | Donnerstag, Ende August Rotes Rathaus vor dem Alexanderplatz in Berlin                                                          | Richard                                                                        | Männer mit dunkler Hautfarbe treten in den Hungerstreik, aber sie sagen nicht, wer sie sind, und schweigen über ihre Gründe. |
| 3 (21)          | Richards Zuhause | Richard Richards Frau                                                          | Rückblick: Richard und seine Frau wuchsen während des Krieges auf. Seine Frau wurde im Alter von drei Jahren fast von einem Tiefflieger getötet. Er verlor beinahe seine Eltern. Die Streikenden halten ein Pappschild hoch: „We become visible“. |
| 4 (25)          | Richards Zuhause | Richard                                                                        | Richard hört in den Nachrichten, dass der Hungerstreik der Flüchtlinge vom Alexanderplatz beendet wurde und die Flüchtlinge abtransportiert wurden. |
| 5 (28)          | Richards Zuhause | Richard                                                                        | Richard liest Artikel über ertrunkene Bootsflüchtlinge, Flugzeugabstürze und eine Schule in Kreuzberg, die von Afroamerikanern besetzt ist. |
| 6 (30)          | Aula einer Schule im Berliner Bezirk Kreuzberg                                                                                  | Richard                                                                        | Richard besucht eine Versammlung vom Senat zur Beratung der Lage in der Aula der besetzten Schule in Kreuzberg. Es kommt zu einer Explosion, und während der darauf folgenden Dunkelheit wird der Laptop eines Flüchtlings gestohlen. |
| 7 (34)          | Herbst, am Abend, Garten und Haus des Protagonisten                                                                             | Richard                                                                        | Richard kommt spät abends nach Hause, denkt an den Ertrunkenen, kennt sich seit dem Mauerfall nicht in Berlin aus. Er schaut Fernsehen, räumt seinen Schreibtisch auf, denkt an die Versammlung über die Lage der Flüchtlinge. |
| 8 (37)          | Am Morgen, am Abend, Haus und Bett des Protagonisten, Oranienplatz                                                              | Richard                                                                        | Richard frühstückt, denkt an seine tote Frau (ihre Unternehmungen in Kreuzberg), Sitzt auf einer Parkbank am Oranienplatz und beobachtet Flüchtlinge, Reporter und ehrenamtliche Frau, liegt im Bett und denkt über die Flüchtlinge nach. |
| 9 (44)          | Haus des Protagonisten | Richard                                                                        | Beschreibt seinen Tagesablauf der nächsten zwei Wochen, informiert sich über die Flüchtlingssituation, erstellt einen Fragenkatalog an die Flüchtlinge (z. B. „Wo sind Sie aufgewachsen?“; „Wo soll man Sie begraben?“) |
| 10 (45)         | Haus des Protagonisten, Oranienplatz                                                                                            | Richard                                                                        | Informiert sich über die Landnahme an der Südwestküste Afrikas durch den Händler Lüderitz, geht zum Oranienplatz, um den Flüchtlingen seine Fragen zu stellen, sieht, dass die Zelte der Flüchtlinge abgebaut werden. Polizist beschreibt die neuen Aufenthaltsorte der Flüchtlinge. |
| 11 (47)         | Haus des Protagonisten, Altenheim                                                                                               | Richard, Rezeptionistin, Leiter des Altenheims                                 | Auspacken der Bücher aus dem Institut. Geht am Dienstagmorgen ins Altenheim, in welchem die Flüchtlinge untergebracht worden sind. Vereinbart einen Termin mit der Rezeptionistin. Gespräch mit dem Leiter des Hauses: - Erklärt, dass das Altenheim nur für einen kurzen Aufenthalt gedacht ist (nicht für so viele Menschen ausgerichtet) - Richard versteht nicht, was der Leiter erzählt (Asylrechtsverordnung, Aufenthaltstitel, Dublin II) |
| 12 (50)         | Altenheim | Richard, Leiter des Altenheims, Raschid, Zair, Abdusalam, Ithemba              | Rundgang durch das Altenheim: - Alt und heruntergekommen - Kein Wasseranschluss Betreten eines Zimmers der Flüchtlinge Gespräch mit den Flüchtlingen: - Herkunft, Sprache, Glauben - Fluchtweg (mit Booten, 550 von 800 sind ertrunken) - Für die Zukunft wünschen sie sich Arbeit - Richard verspricht wiederzukommen - Merkt sich die Raumnummer |
| 13 (55)         | Altenheim, Zimmer 2019 | Richard, schüchterner Flüchtling, Awad                                         | Richard fragt den Flüchtling über sein Leben aus. Der Flüchtling weiß nicht, ob er noch Eltern hat. Der Flüchtling zieht immer von Ort zu Ort und hat sein wenig Hab und Gut immer dabei. Damals wohnte der Flüchtling in der Wüste. |
| 14(63)          | Altenheim, Zimmer 2020 | Richard, Awad                                                                  | Awad und Richard reden über die Awads Geschichte. Er hat keine Mutter mehr und ist in Ghana aufgewachsen. Sein Vater war sehr fürsorglich, wurde jedoch erschossen. Awad hat eine Narbe an dem Kopf, da ihm jemand im Krieg eine Waffe drauf schlug Er hatte Angst vor den europäischen Bomben und erzählte von der Flucht damals auf dem Boot. Er wollte nach Deutschland und wurde am Oranienplatz gut aufgenommen. |
| 15(72)          | Richard Zuhause, bei seinen Freunden Detlef und Sylvia                                                                          | Richard, ältere Dame, Freund Detlef und Sylvia, Richards Ex-Frau Marion        | Richard denkt über die Geschichten der „Kriegsopfer“ nach. Richard erfährt von der älteren Dame, dass Awad stundenlang weint und deswegen eine Psychologin benötigt. Er versteht nicht, warum die Kriegsopfer nicht arbeiten dürfen und nur bedingtes Asylrecht haben Auf dem Geburtstag von Detlef und Sylvia trifft Richard auf seine Ex-Frau Marion |
| 16 (79)         | Montag, im Altersheim (in dem auch Flüchtlinge untergebracht sind)                                                              | Richard, die Deutschlehrerin,                                                  | Richard besucht den Deutschunterricht, den eine junge Frau aus Äthiopien unterrichtet. Der Unterrichtsverlauf wird erläutert. Nach dem Unterricht unterhält sich Richard mit der Lehrerin, welche ihm von dem Leidensweg der Flüchtlinge berichtet. Richard konzentriert sich jedoch viel mehr auf das schöne Äußere der Frau und dass er sich zum ersten Mal seit langem wieder mit einer Frau unterhält. Die Äthiopierin hat eigentlich Landwirtschaft studiert, entschied sich jedoch dazu, den Flüchtlingen zu helfen, bevor diese einen „falschen Weg“ einschlagen. Als die Lehrerin den Saal verlässt, benennt Richard sie nach der griechischen und römischen Gestalt Astraea, die für die Jungfrau Astraea steht, die in dem letzten „eisernen“ Zeitalter die Erde verlässt. Erst als Richard allein ist, bemerkt er, in welch schlechtem Zustand der Saal doch ist. |
| 17 (84)         | Dienstag, erst zuhause, dann im Altersheim                                                                                      | Richard, Ithemba, Raschid                                                      | Richard beschließt, Raschid und Ithemba zu besuchen. Nachdem er vergeblich nach Raschid gesucht hat, geht er in den dritten Stock, wo an einem runden Tisch vier Gestalten sitzen. Er vermutet, dass dort das Büro der vom Senat eingesetzten Betreuer ist. Richard verlässt das Stockwerk und fragt einen Mann vom Sicherheitsdienst, was es mit der Unruhe im Haus auf sich hat. Schließlich erfährt er, dass die Männer morgen umziehen sollen. Das neue Heim liegt mitten im Wald und etwa siebeneinhalb km von Buckow entfernt. Richard ist empört über die Entscheidung den Senat, die für den Umzug der Flüchtlinge verantwortlich sind. Um 14 Uhr besucht Richard den Unterrichtssaal, in dem eine Diskussion über den Umzug gestartet wird. Der Mann vom Senat versichert den Flüchtlingen, dass das neue Heim, nahe Buckow eine gute Lösung für alle sei. Die Männer erwidern, dass das neue Heim viel zu weit abseits liege und man dort vor der Außenwelt „versteckt“ gehalten werde. Zum Schluss der Versammlung wird sichtbar, worum es den Männern wirklich geht: Sie wollen unabhängig, selbständig und frei leben. Im Grunde wollen sie ein ruhiges und friedliches Leben. Sie wollen arbeiten und keine ungewisse Zukunft haben. Der Umzug in ein neues Heim wird verhindert, als der Leiter des Heims verkündet, dass zwei der Flüchtlinge an Windpocken erkrankt sind. Alle wirken sehr verunsichert, und Unruhe tritt auf. Richard schweift immer wieder in seine Vergangenheit ab. |
| 18 (91)         | Im Altersheim, in einem Kämmerchen, gleich neben dem Eingang, Zum Schluss bei Richard zuhause                                   | Richard, Raschid                                                               | Richard und Raschid unterhalten sich über Eid Mubarak, ein Fest, mit dem man das Ende des islamischen Fastenmonats Ramadan feiert. Raschid schwärmt davon und erzählt Richard die grundlegenden Regeln des Islams. Raschid ignoriert Richards Frage, warum er nicht für immer nach Nigeria zurück möchte. Stattdessen erzählt Raschid über seine familiäre Situation und seine Vergangenheit. Daraufhin schwärmt er wieder von dem Fest „Eid Mubarak“ und erzählt, dass alle Frauen immer gemeinsam gekocht haben. Daraufhin erzählt Raschid, wie es zu einem Übergriff kam, bei denen Unbekannte mit Knüppeln auf sie einschlugen und Raschid von seinem Vater getrennt wurde. Er sah ihn nie wieder. Raschid und seine übrige Familie flüchteten daraufhin und warnten ihre Frauen und Kinder. Raschids Haus wurde später niedergebrannt. Raschid erzählt weiter von dem traumatisierenden Ereignis. Nach dem Gespräch kauft Richard Blumen und wandert durch sein Haus, als wäre er dort fremd. Am Abend macht Richard sich Notizen an seinem Schreibtisch und geht anschließend ins Bett. |
| 19 (100)        | Bei Richards Freund Detlef und seiner Frau Sylvia zu Hause                                                                      | Richard, Sylvia, Detlef                                                        | Sie unterhalten sich über damalige Kriegserlebnisse ihrer Eltern, wie hart sie arbeiteten und dass die Flüchtlinge in Deutschland nicht arbeiten dürfen, sondern dafür nach Italien zurück müssten, wo es jedoch keine Arbeit gibt. |
| 20 (104)        | Altersheim und Café | Richard, afrikanischer Flüchtling Osarobo aus Niger                            | Richard befragt den jungen, eingeschüchterten Flüchtling über seine Geschichte, wie Heimat, Freunde und Familie, sowie Dinge über ihn persönlich, wie sein Alter und seine Wünsche. Osarobo ist sehr eingeschüchtert und erzählt nicht viel. |
| 21 (110)        | Am Sonntag bei Richard zu Hause                                                                                                 | Richard, sein Freund Peter                                                     | Richard studiert das „Einigungspapier“, welches der Senat mit den Afrikanern vereinbarte, um den Oranienplatz für die Berliner wieder freizubekommen. |
| 22 (112)        | Montag, Schule; Dienstag | Richard, Lehrerin, Ali, Zair, Raschid                                          | Sprachunterricht; Richard unterhält sich mit junger Deutschlehrerin und hilft ihr; Deutschlehrerin hat Hausverbot, weil sie für zu viel Unruhe im Haus sorgt. |
| 23 (116)        | Abends, zu Hause | Richard, dünner Mann                                                           | Richard denkt an Gespräch mit einem dünnen Mann und hört seine Stimme, ohne ihn zu sehen; Mann erzählt von seinem Leben und fegt währenddessen das Haus. |
| 24 (124)        | Mittwoch 11 Uhr, im Altenheim (bei den Flüchtlingen); Fußballplatz; Bei Richard zu Hause                                        | Richard, Osarobo                                                               | Richard hatte sich mit Osarobo zum Klavierspielen verabredet, Osarobo vergaß es; Richard denkt an seine Geliebte; Richard und Osarobo spielen Fußball, sie gehen zu Richard nach Hause, Osarobo spielt Klavier, beide essen Pizza. |
| 25 (132)        | Schule, Präsens | Richard, Yussuf u. Ali                                                         | Richard eröffnet mit den beiden fortgeschrittenen Sprachschülern Yussuf und Ali einen Konversationskurs. Er erfährt, woher die beiden kommen und in welchen Berufen sie in ihrer Heimat und auf der Flucht in den unterschiedlichen Ländern gearbeitet haben. Yussuf habe in seiner Heimat Libyen wegen Geldmangels keine Ausbildung beziehungsweise habe nicht die Schule besuchen können. Nun ist er in Deutschland, spricht Arabisch, Französisch, Englisch, Italienisch und bald auch Deutsch. Ali hat eine arabische Schule besucht, in der man den Koran auswendig lernt. Sein Vater hatte ihm gesagt, dass, wenn er die arabische Schule beendet hat, er die französische besuchen kann. Die anderen Schüler wiederholen in der Zeit das Plusquamperfekt. Ali möchte später einmal ein Krankenpfleger werden, Yussuf ein Ingenieur. Nun denkt Richard darüber nach, dass es ja eigentlich genügend freie Stellen in Deutschland gibt, allerdings kaum jemand einen dieser Flüchtlinge einstellen würde. |
| 26 (138)        | Supermarkt / Richards Wohnung, Präsens                                                                                          | Richard, Rufu                                                                  | Richard stellt sich im Supermarkt an die kürzeste Schlange an und bemerkt dann, dass Rufu, ein Schüler der Sprachschule, hinter ihm steht. Als Richard bezahlen möchte, findet er sein Portemonnaie nicht, und Rufu zahlt seinen Einkauf. Zum Dank lädt Richard Rufu zum Essen zu sich nach Hause ein. Zuhause angekommen, findet Richard sein Portemonnaie auf dem Boden im Flur und möchte Rufu zwei Zehn-Euro-Scheine zurückzahlen. Dieser nimmt nur einen und lehnt den zweiten ab. Während Richard das Essen zubereitet, bietet er Rufu ein Buch auf Italienisch an, welches dieser dann liest. Nach dem Essen bietet Richard Rufu erneut den Geldschein an, dieser lehnt ihn allerdings wieder ab. Bevor Rufu geht, gibt Richard ihm noch seine Telefonnummer, damit er sich melden kann, wenn er das italienische Buch weiterlesen möchte. |
| 27 (140)        | Flüchtlingsunterkunft, Präsens                                                                                                  | Awad                                                                           | Nachdem Awad seit halb 4 Uhr morgens bereits wachgelegen hat, klopft es um halb 11 Uhr an seiner Zimmertür. Vor der Tür steht der höfliche alte Mann, der noch ein paar Fragen an Awad hat. Awad denkt währenddessen an seinen Vater und den Krieg. Er sollte eigentlich an diesem Tag nach Spandau ziehen, und der ältere Herr wollte wissen, was er eigentlich habe mitnehmen wollen. Awad sagt, dass er nur eine Tasche mitnehmen wollte, in der Kleidungsstücke, Hygieneartikel und eine Bibel auf Englisch sind. Awad denkt daran, dass der ältere Herr an dem Tag, als Awads Vater erschlagen oder erschossen wurde, schon gelebt hat und immer noch lebt. Dann klopft es an der Tür, und ein Betreuer bietet Awad an, sein Blut auf Antikörper für Windpocken zu untersuchen. Awad möchte da nicht hingehen und überlegt, was ihm sein Vater geraten hätte. Er überlegt es sich doch anders, da ihm sein Vater gesagt hat, was er tun soll. Als er im Behandlungszimmer sieht, dass eine Betreuerin einem anderen Patienten Blut abnehmen möchte, fragt er, warum es denn keinen Arzt gebe. Daraufhin meinte die Betreuerin, dass sie früher mal Ärztin war. Awad wird misstrauisch, denn diese Betreuerin hatte sonst immer nur Formulare ausgefüllt. Er fragt sich, was ihr Beruf morgen ist und was für ein Spiel die Deutschen mit ihm spielen. Er verfällt kurz in Panik und flüchtet zurück in sein Zimmer.                                                                                 |
| 28 (146)        | Zeit unbekannt/Flüchtlingsunterkunft                                                                                            | Richard u. nicht weiter definierte Betreuer d. Flüchtlinge                     | Richard spricht mit Betreuern der Flüchtlinge über die aktuelle Situation der Flüchtlinge; Hauptthema: Lebensfinanzierung Unklar, ob sie Asylantrag stellen dürfen; erhalten keine Leistungen nach dem Asylbewerbergesetz; haben vor dem Protest von Spenden gelebt Richard fragt Apoll, ob er ihm bei der Gartenarbeit helfen kann; Richard unterstützt auch andere Flüchtlinge, z. B. bringt er ihnen Klavierspielen bei oder liest mit ihnen. Richard fühlt sich alt; hat das Gefühl, sich von allen Wünschen (z. B. nach einer Frau) verabschieden zu müssen |
| 29 (149)        | Novembertag; einige Wochen nach seiner Emeritierung / Vermutlich Richards Haus; dann die Nachbarschaft                          | Richard (u. seine Freunde Thomas, Sylvia, Detlef)                              | Richard liest; Themen: - Griechische Geschichten - Länder wie Libyen, Tunesien waren in der Antike Gebiete vor dem Ende der Welt - Tuareg - Situation in Libyen - Libyen ist ein Schlachtfeld Spaziergang und einhergehendes Gespräch mit seinen Freunden; Themen: Vergleich Figuren der griechischen Geschichte mit den Flüchtlingen (Apoll, der Flüchtling = als Tuareg), Vergleich Luxusland Deutschland und „kaputtes“ Libyen. |
| 30 (157)        | Zeit nicht bekannt/Richards Haus                                                                                                | Richard, Apoll                                                                 | Richard und Apoll kümmern sich um das Boot; Apoll hilft noch bei anderen Arbeiten; wird dafür bezahlt. Gespräch der beiden; Themen: - Festlegung d. Geburtsdatums durch Italiener - Alltag in der Heimat von Apoll: - Bau tiefer Brunnen für Wasser - Handel mit Kamelen ab 10 Jahren - Teilnahme an Karawanen auf Kamelen (Wegfindung durch Geschichten, Sternen …); Richard wird Zusammenhang zwischen Raum, Zeit und Dichtung klar |
| 31 (161)        | Der Weg zum Altersheim Im Altersheim Die Fahrt zur Volkshochschule In der Volkshochschule Die Rückfahrt von der Volkshochschule | Richard Rufu Raschid Abdusalam                                                 | Richard macht sich auf den Weg zum Altersheim, um dort mit den afrikanischen Männern den Sprachunterricht durchzuführen. Dort angekommen, wird ihm gesagt, dass es den Sprachunterricht in Zukunft nicht mehr geben werde, weil die Männer an einer Volkshochschule unterrichtet werden sollen. Die afrikanischen Männer brechen mit drei Betreuern auf, aber Rufu fehlt. Richard macht sich auf die Suche nach Rufu und fährt mit ihm mit dem Auto zur Schule. Sie reden über die Zeit, in der die Mauer noch stand, und darüber, dass Richard sich im Westen nicht auskennt. Sie kommen noch rechtzeitig in der Schule an, und Richard unterstützt die Lehrerin. Auf der Rückfahrt fahren Richard, Rufu, Raschid und Abdusalam zusammen zum Altenheim, und an einer roten Ampel werden sie von einer jungen Familie fassungslos angestarrt. |
| 32 (170)        | Vormittags Bei Richard zu Hause                                                                                                 | Richard Osarobo                                                                | Am Vortag macht Richard sein Haus sauber, saugt Staub, putzt Bad und Küche Richard holt Osarobo von einer Kreuzung ab - Osarobo weiß den Weg zu Richards Haus nicht mehr. - Richard holt ihn ab. Bei Richard zu Hause spielen sie zusammen Klavier. Sie essen zusammen Kürbissuppe mit Brot. Richard zeigt Osarobo drei Pianisten. Osarobo macht sich auf den Heimweg |
| 33 (172)        | Heim Spaziergang um den See Spaziergang in seiner Nachbarschaft                                                                 | Richard Sylvia Detlef                                                          | Richard geht zum Heim. Die Männer packen für den Umzug nach Spandau. Richard spaziert um den See und in seiner Nachbarschaft. Abends telefoniert er mit Sylvia. Sie versucht Richard davon zu überzeugen, dass es den Männern dort besser gehen wird. Detlef sagt, dass der Weg durch die neue Stadtautobahn nicht so weit ist. Richard kann die Männer jederzeit besuchen. |
| 34 (174)        | Zimmer im Asylbewerberheim in Spandau Friedhof                                                                                  | Raschid Richard Zair Khalil                                                    | Richard und Zair befinden sich auf dem Zimmer, sie freuen sich darüber, dass es hier im Heim Kinder und Familie gibt, denn sie haben so lange keine mehr gesehen Zair fragt Richard, ob er Kinder habe, doch er hat keine. Zair geht davon aus, dass jemand, der keine Kinder hat, ein großes Unglück erfahren hat. Doch Richard und seine Frau hatten es so entschieden. Khalil fragt Richard, warum der Club am Totensonntag geschlossen war. Richard antwortet, dass man am Totensonntag in Stille um die Toten trauere Khalil weiß nicht, ob seine Eltern noch leben. Richard sagt, es sei Zufall, wer auf dem Meer zwischen Afrika und Europa ertrinkt und wer nicht Jeder von den afrikanischen Flüchtlingen ist gleichzeitig ein Lebendiger und Toter. Richard pflegt noch heute das Grab der Eltern mit derselben Harke, wie er es damals mit seiner Mutter am Grab der Großeltern getan hat. Er verspürt Scham, weil er lange Zeit gehofft hat, dass die Menschen aus Afrika weniger um ihre Toten trauern, da das Sterben so massenhaft sei. Er selbst hat den Luxus, ein Grab mit drei Generationen zu besitzen |
| 35 (179)        | Vorweihnachtszeit Asylbewerberheim                                                                                              | - Richard - Raschid - Apoll - Tristan - Zani                                   | Raschid begleitet Richard nach jedem Besuch hinaus. Sie treffen eine Abgeordnete auf dem Flur. Raschid sagt zu ihr, Richard sei ein Unterstützer. Sie sagt zu Richard, sie mache sich Sorgen, da die Entscheidungen über Einzelfälle mit Härte zu fällen seien Richard sagt zu Apoll, er solle in seinem Interview sagen, dass er in seiner Heimat einer verfolgten Minderheit angehöre. Apoll antwortet, dass er erzählen werde wie es war, denn wenn er gehen müsse, könne er gehen. Er sei frei, habe keine Familie zu ernähren, hätte in Italien schon einmal sechs Monate auf der Straße gelebt. Richard empfindet das Wort „Freiheit“ in Deutschland in einem anderen Zusammenhang. Richard ruft für Tristan seinen Anwalt Dr. Lutz an, um zu fragen, wie es um seinen Fall stehe. Der Anwalt sagt, dass Ghana ein sicheres Land sei, Libyen, wo Tristan aufwuchs, falle nicht ins Gewicht. Der Verfahrensfehler der Behörde gebe ihm Aufschub, danach werde es schwierig Zani zeigt Richard einen Zeitungsartikel von seiner Heimatstadt, worin das Wort „Massacre“ dreimal vorkommt, da er einen Beweis für sein Interview braucht Richard weiß die ganze Adventszeit über, dass das Abkommen Dublin II nur die Zuständigkeit regelt, jedoch sagt er nichts. |
| 36 (181)        | Hof des Asylbewerberheims | - Richard - Tristan - Raschid - Angestellter - Yaya                            | Eines Tages ertönt in den Nachrichten, dass in Deutschland kein Flüchtling mehr in Abschiebehaft genommen werden kann. Alle sind außer sich. Raschid ist der Meinung, dass es die Abschiebehaft zwar nicht mehr gebe, jedoch bleibe grundsätzlich die Praxis der Abschiebung. E sagt, dass sie uns hier wirklich nicht haben wollen würden. Als die Temperatur auf null fällt, ist Tristan sehr froh, einen Schlafplatz in einem Haus zu haben. Im letzten Winter seien einige der Zelte unter dem Schnee eingestürzt Mitten in einem Interview von Richard ertönt eine Sirene, die nicht mehr aufhört. Die Männer erinnern sich an den Krieg: Richard erinnert sich daran, wie er einmal mit seiner Mutter in einem Bombenkeller saß. Tristan erzählt, er habe mit anderen in den Baracken gesessen, als die Bomben auf Tripoli fielen. Der Alarm war nur eine Übung, da irgendjemand in der Küche immer den Herd anlässt. Doch Yaya hat den Draht der Alarmanlage zerschnitten. Der Angestellte des Heims, welcher Yaya Hausverbot erteilen möchte, und dieser schreien sich draußen auf dem Hof an. Richard ist froh, dass Yaya den Draht zerschnitten hat, doch das darf er nicht sagen |
| 37 (184)        | in der Woche vor dem dritten Advent im Asylbewerberheim in Spandau                                                              | Richard und einige Asylbewerber                                                | viele Besuche im Asylbewerberheim Telefonat mit Anne (über Ali). Richard möchte Osarobo eine Karte für das Weihnachtsoratorium geben. Dieser ist in Italien, um seine Papiere zu erneuern. |
| 38 (185)        | In der Woche vor dem vierten Advent im Asylbewerberheim in Spandau                                                              | Richard, Apoll, Tristan, Raschid                                               | Richard spricht mit Apoll über seine Angewohnheit nur sehr wenig zu essen und zu trinken, da er der Meinung ist, nie zu wissen, ob man nochmal hungern muss. Richard bemerkt, dass die Männer alle sehr sparsam und minimalistisch leben müssen (viele besitzen nur ein Handy), spricht mit Raschid und Tristan über die Kontaktaufnahme zu Freunden und Familie mit dem Telefon. Raschid hat sich bei der Ankunft in Europa von seinem Freund getrennt, damit beide ihren eigenen Weg gehen und bei Erfolg dem anderen später helfen können. |
| 39 (190)        | im Asylbewerberheim | Richard                                                                        | Richard ist über die finanzielle Notlage der Flüchtlinge besorgt. Sie können sich von dem wenigen Geld nur einen Handyvertrag leisten. Das Gesetz betrachtet bestehende Freundschaften nicht als Grund für die Verlegung in ein anderes Bundeslandund, trennt Freundschaften. |
| 40 (195)        | 23. – 24.12 im Supermarkt und zu Hause bei Richard                                                                              | Richard & einige Bekannte von ihm                                              | Planung, wer mit wem Weihnachten verbringt Vorbereitungen für Heiligabend (Richard) viele Erinnerungen an seine verstorbene Frau |
| 41 (199)        | 24.12 nachmittags bei Richard zu Hause                                                                                          | Richard & Raschid                                                              | Richard erzählt von seinen christlichen Weihnachtstraditionen Raschid erzählt von seinem damaligen Alltag in seinem Heimatland Raschid berichtet von qualvollen Flucht nach Europa: verlor dabei seine Kinder Frau ist zurückgeblieben und neu geheiratet |
| 42 (206)        | zwischen Weihnachten und Silvester/Neujahr bei Richard zu Hause & bei Monika & Jörg                                             | Richard & viele Freunde                                                        | Richards Freunde berichten von ihrem Weihnachtsfest. Monika & Jörg: sehen afrikanische Frauen am Straßenrand (Prostitution). Peter: kommt bei den Eltern seiner 20-jährigen Freundin nicht gut an. Osarobo: wird in Italien bei der Antragstellung seiner Aufenthaltsgenehmigung ausgebeutet (Richard gibt ihm Geld). |
| 43 (212)        | Silvesterabend, Eingang zum Haus (Spandau), Polizeirevier Mitte                                                                 | Richard, Karon Anubo,                                                          | Raschid, Apoll & Ithemba 01.01.B-Day Karon hat eine polizeiliche Vorladung erhalten, zur erkennungsdienstlichen Behandlung Richard fährt ihn durch halb Berlin Zuständige Mitarbeitern auf dem Amt nicht anwesend. Sie können wieder nach Hause fahren, Richard regt sich auf. Überlegt, ob er Karons Familie ein Grundstück für 3000 Euro kaufen soll. Richard ist über Karons Reaktion enttäuscht. Karon hat Angst davor zu hoffen. |
| 44 (218)        | Silvesternacht, Spandau Flüchtlingsheim                                                                                         | Richard und Freunde, Flüchtlinge, Polizei, Abgeordnete für das Flüchtlingsheim | Richard fragt sich, was so besonderes an der Silvesternacht ist. Am 8.1. erscheint eine Liste mit Namen, die aus Berlin in andere Orte kommen 12 Leute müssen aus Spandau weg, u. a. Abdusalam, Zair, Osarobo. 40 schwerbewaffnete Polizisten versperren Richard den Weg zu Raschid. Richard stellt fest, dass eigentlich alle Menschen gleich sind. Flüchtlinge werden wie Verbrecher behandelt „… der Liste ist Genüge getan…“ |
| 45 (226)        | Demonstration vom Oranienplatz zur amerikanischen Botschaft, Freitagnachmittag                                                  | Richard, Raschid, Polizei, Glatzkopf                                           | Was ist eine Demonstration? Glatzkopf zieht den Antrag zurück. Richard ist neuer Anmelder. Viel Zeit vergeht, bevor die Demonstration beginnen kann. Die Afrikaner werden unruhig. Zweieinhalb Stunden nach dem eigentlichen Termin geht es los. Richard begleitet den Zug bis zum Moritzplatz und fährt dann mit der U-Bahn nach Hause. |
| 46 (230)        | Friedrichshain | Richard, Raschid                                                               | Eine Gruppe von Flüchtlingen droht in Friedrichshain von einem Hausdach zu springen. Raschid erzählt Richard, dass er mit dem Innensenator sprechen wollte, dieser aber keine Zeit habe. Später liest Richard einen Zeitungsartikel einer bekannten Deutschen Zeitung, in der negativ über diesen Flüchtlingsprotest berichtet wird. Er findet keinen Gefallen an dem Artikel und den zustimmenden Kommentaren der Leser. |
| 47 (234)        | Das Dampfzimmer | Richard, Karon, Karons Mutter, die schwarze Frau im Dampfzimmer                | Richard denkt an die Opfer des Dritten Reiches und wie sie und ihre nie geborenen Nachkommen wie Geister in den Straßen und Cafés von Berlin verkehren. Später erzählt Karon, wie man ein Grundstück in Ghana erwirbt, woraufhin Richard daran denkt, wie er nach dem Fall der Mauer sein gepachtetes Grundstück gekauft hatte, was viel bürokratischer ablief als in Ghana. Richard will ein Grundstück für Karons Familie in Ghana für 3000,00 € kaufen. Er und Karon gehen in ein Haus. In einem Zimmer voller Rauch oder Dampf sitzt in der Mitte eine schwarze Frau, andere Männer fächern ihr Luft zu. Richard gibt ihr das Geld, sie wirft es in den Schlitz, wo der Rauch herkommt. Ein anderer Mann gibt Karon zwei Nummern, die er auf ein Kaugummipapier geschrieben hat. Später erhält Karons Mutter das Geld, und sie kauft das Grundstück. Karons Mutter und er selbst bedanken sich herzlich bei Richard. |
| 48 (241)        | | Richard, Tristan, Zair, Rufu, Jörg, Zahnarzt                                   | Richard führt ein Gespräch mit Rufu. Dieser wirkt sehr schwach und krank. Richard fragt nach dem Medikament, das Rufu nimmt und verbietet ihm, dieses zu nehmen. Im Internet informiert er sich darüber und liest die zahlreichen Nebenwirkungen. Er redet im Anschluss mit dem Psychiater Jörg über das Medikament, welcher sich über Rufu lustig macht. Rufu wird vom Psychiater untersucht. Er findet heraus, dass der Schmerz aus einem Loch im Zahn entspringt und der Schmerz sich so verteilt, dass das eigentliche Problem schwer zu orten ist. In Richards Praxis füllt der Zahnarzt das Loch von Rufu und will dafür keine Entlohnung. |
| 49 (248)        | Gefrorener See | Osarobo, Richard,                                                              | Osarobo verpasst Anruf von Richard. Ruft im Anschluss zurück und fragt nach „work“. Richard bekommt eine Einladung zu einem Colloquium in Frankfurt am Main. Er denkt außerdem darüber nach, dieses Treffen abzusagen. Ihn packt die Zukunftsangst von Osarobo, dem seine ungewisse Zukunft jedoch selbst egal scheint. |
| 50 (253)        | Richards Zuhause, Flüchtlingsheim                                                                                               | Richard, Ithemba, Khalil, Apoll                                                | Richard schwelgt Zuhause in Erinnerungen an seine Arbeit und an Seneca, über den er zwei Bücher verfasst hat. Richard macht sich darüber Gedanken, warum die Politik die Flüchtlinge so behandelt. Am Flüchtlingsheim redet er mit Ithemba über dessen Flucht durch die Wüste. Er fragt Apoll, wie man in der Wüste seine Toten begräbt auf der Flucht. Khalil berichtet von seiner Angst vor dem Wasser auf der Überfahrt. Am nächsten Morgen möchte Richard sich auf seinen Vortrag vorbereiten und erfährt, dass die Vereinbarung zwischen dem Senat und den Flüchtlingen für nichtig erklärt wurde. Daraufhin demonstrieren die Flüchtlinge erneut auf dem Oranienplatz und werden von der Polizei gewaltsam entfernt. |
| 51 (256)        | Anwaltskanzlei | Ithemba, Richard, Anwalt                                                       | Ithemba und Richard sitzen bei Ithembas Anwalt. Dort versuchen sie mit dem Anwalt eine erweiterte Duldung und eine Arbeitserlaubnis zu für Ithemba und die anderen zu erwirken. |
| 52 (265)        | Richards Zuhause, Frankfurt | Richard, Osarobo,                                                              | Richard trifft die letzten Vorbereitungen, bevor er nach Frankfurt für seine Rede aufbricht und trinkt mit Osarobo Tee. Richard hält seine Rede in Frankfurt, die allerdings auf keine große Resonanz stößt Als Richard wieder nach Hause kommt, findet er sein Haus verwüstet vor, bei ihm wurde eingebrochen. Er besucht Detlef und Sylvia und spricht mit ihnen über den Einbruch. Er telefoniert mit Anne, die ihm Ratschläge gibt, wie er sich verhalten soll, da Richard Osarobo verdächtigt, den Einbruch begangen zu haben. Osarobo versetzt Richard bei mehreren Treffen, was ihn für Richard noch verdächtiger macht. |
| 53 (276)        | Richard sitzt mit Karon am Wohnzimmertisch                                                                                      | - Karon - Richard                                                              | Gespräch von Richard und Karon: Karon schildert ein Wunder, welches bei der Flucht geschehen sein soll. Ein Mann sei bei der Bootsfahrt in das Wasser gefallen. Zwei Delphine sollen ihn zurückgebracht haben, und genau dieser Mann konnte dann später das Boot reparieren. Richard fällt ein, dass Karons Freund ihm ein Bild von dessen Familie gesendet hat: Mutter, zwei Brüder, Schwester. Seine Brüder sehen sehr arm aus. Auf dem Bild steht Karons Familie unter einem Vordach ihres Hauses, welches in einem schlechten Zustand ist: Sein Vater konnte es vor seinem Tod nicht fertigstellen. |
| 54 (278)        | Anfang Februar Besuch bei Tristan im Obdachlosenheim Richards Wohnung                                                           | - Richard - Tristan - Thomas - andere Flüchtlinge, die Richard aufgenommen hat | Männer, die nie einen Asylantrag gestellt haben, treffen sich, viele werden abgeschoben. Einer von ihnen schneidet sich die Pulsadern auf (=Tristan) und anderer überschüttet sich mit Benzin und will sich verbrennen. Es werden Bedenken einiger Bewohner Berlins aufgelistet: Es gebe zu viele Nazis in der Nachbarschaft, es gibt zu viele Flüchtlinge, man hat selber nicht genug … Tristan darf im Obdachlosenheim weitere sechs Monate lang leben: Allgemein sind die Unterkünfte für Flüchtlinge in einem schlechten Zustand. Richard räumt deswegen seine Wohnung frei, um mehrere von den Männern aufzunehmen. Einige seiner Freunde, folgen seinem Beispiel. 147 Schlafplätze können sie zur Verfügung stellen. Die Männer müssen Geld verdienen, damit sie die Personen unterstützen, bei denen sie wohnen dürfen. Problematisch, weil die Männer sich nicht mehr in Deutschland aufhalten dürfen. Thomas erstellt ein Spendenkonto, jedoch ist das Geldwäsche-Gesetz ein Problem. Die Männer dürfen allerdings weiterhin den Deutschunterricht besuchen. Jedoch verpassen Sie manche Stunden und müssen dann wieder von vorne beginnen. Einer von den Flüchtlingen, die bei Richard wohnen, kocht für alle anderen. Richard hat mittlerweile ihre Essgewohnheiten übernommen. |
| 55 (289)        | Richards Wohnung | Alle Freunde Alle Männer, die aufgenommen wurden                               | Richard möchte, das erste Mal seit dem Tod seiner Frau, seinen Geburtstag feiern. Er lädt alle seine Freunde ein. Die Männer, die er aufgenommen hat, helfen ihm bei den Vorbereitungen Richard hat gelernt, Fleisch zu kaufen, welches „halal“ ist, d. h. dem islamischen Reinheitsgebot entspricht. Am Abend machen sie ein Gruppenfoto. Richard fällt auf, dass Sylvia nicht neben Detlef steht. Richard fragt ihn später danach und erfährt, dass seine Frau im Krankenhaus ist. Alle denken zusammen an Frauen, die sie geliebt haben. Die Flüchtlinge erzählen von Schwierigkeiten, die sie dabei hatten, eine Frau außerhalb ihres Landes kennenzulernen: - Ithemba sagt aufgrund seiner Erfahrung: „Nobody loves a refugee“ - Apoll meint, dass er eine Frau niemals heiraten würde, um Papiere zu bekommen, selbst wenn er sie liebt. - Tristan gibt daraufhin an, dass jede Frau von einem Mann schwanger werden kann, aber ein richtiger Mann sich um seine Familie kümmert. - Raschid berichtet, dass in seiner Heimat die Mutter die Frau aussucht und er es deshalb nicht kann. - Detlef fragt dann Richard zurück, ob dieser oft an seine verstorbene Frau denke - Richard antwortet mit ja und erzählt, woran er denkt: - Er hat sich oft mit seiner Frau gestritten, weil diese Alkoholikerin war. - Dass seine Frau sich seinetwegen ein Kind illegal hat abtreiben lassen. Er hatte daraufhin immer Angst, dass sie stirbt.                                                           |
| Anmerkungen: 1. | |                                                                                | |

## Ausgaben
- Jenny Erpenbeck: Gehen, ging, gegangen. Roman. Knaus, München 2015, ISBN 978-3-8135-0370-8.
- Jenny Erpenbeck: Gehen, ging, gegangen. Roman. Penguin, München 2017, ISBN 978-3-328-10118-5 (Taschenbuch).
- Jenny Erpenbeck: Gehen, ging, gegangen. Roman. Hörbuch, gelesen von Friedhelm Ptok. Hörbuch Hamburg 2015, 8 CD, 630 Minuten.
- Jenny Erpenbeck: Gehen, ging, gegangen. Roman. Klett, Stuttgart 2017, ISBN 978-3-12-666920-7.

## Rezensionen (Auswahl)
- James Wood: A Novelist’s Powerful Response to the Refugee Crisis. In: The New Yorker. 25. September 2017
- Claire Messud: Lives Other Than His Own. In: New York Times. 12. Dezember 2017
- Sibylle Birrer: Gestrandet in der Warteschlaufe. Die deutsche Schriftstellerin hat mit ihrem Buch «Gehen, ging, gegangen» den Roman zur gegenwärtigen Flüchtlingskrise geschrieben. Das Ergebnis ist nicht vollends befriedigend. In: nzz.ch, 10. Oktober 2015.
- Wolfgang Schneider: Jenny Erpenbeck: „Gehen, ging, gegangen“. Ein Pionier der Willkommenskultur. In: deutschlandradiokultur.de, 10. Oktober 2015.
- Jenny Erpenbeck. „Gehen, ging, gegangen“. In ihrem neuen Roman lässt Jenny Erpenbeck einen emeritierten Professor mit Flüchtlingen, die am Oranienplatz in Berlin kampieren, in einen Dialog treten. In: br.de, 24. September 2015.
- Ulrike Sárkány: Apoll und Tristan am Oranienplatz. “Gehen, ging, gegangen” von Jenny Erpenbeck. In: ndr.de, 16. September 2015.
- Ulrich Seidler: „GEHEN, GING, GEGANGEN“ VON JENNY ERPENBECK. Ein Roman, der das Schicksal von Berliner Flüchtlingen sichtbar macht. In: berliner-zeitung.de, 15. September 2015.
- Friedmar Apel: Roman: „Gehen, ging, gegangen“. Wir wurden, werden, sind sichtbar. Jenny Erpenbeck hat einen brandaktuellen Tatsachenroman zur Lage der afrikanischen Flüchtlinge in Berlin geschrieben. Dabei ist „Gehen, ging, gegangen“ kein Aufruf zur Weltverbesserung, sondern reflektierte Unterhaltung. In: faz.net, 16. September 2015
- Katharina Granzin: Roman über Flüchtlingsbiografien. Der gute Richard. In „Gehen, ging, gegangen“ will ein deutscher Rentner mehr über Flüchtlinge wissen. Nach und nach wird er vom Beobachter zum Unterstützer. In: taz.de, 13. September 2015
- Rainer Moritz: Jenny Erpenbeck: “Gehen, ging, gegangen”. Was vermag Literatur zu leisten? Warum brauchen wir fiktionale Welten, die uns auf hintergründige Weise mehr von der realen Welt zu erzählen scheinen als Dutzende von Essays, Leitartikeln, Talkshowbeiträgen oder Facebook-Kommentaren? Mit Jenny Erpenbecks neuem Roman “Gehen, ging, gegangen” lässt sich die Probe aufs Exempel machen (Memento vom 20. September 2015 im Internet Archive). In: mdr.de, 8. September 2015.
- Dana Buchzik: Roman von Jenny Erpenbeck: Trifft ein Berliner Professor auf Flüchtlinge. In: spiegel.de, 2. September 2015.
- Hannah Lühmann: Ein Roman als Crashkurs in Flüchtlingskunde. Jenny Erpenbeck zählt zu den international bekanntesten Autorinnen Deutschlands. Ihr neuer Roman ist eine Moritat aus einem veränderten Land: Ein ostdeutscher Rentner lässt sich auf Flüchtlinge ein. In: welt.de, 31. August 2015.